# Nikolái Trubetskói
El príncipe Nikolái Serguéievich Trubetskói (en ruso: Николай Сергеевич Трубецкой; Moscú, 15 de abril de 1890 – Viena, 25 de junio de 1938) fue un lingüista ruso y el fundador de la fonología estructural o morfología lingüística.

## Biografía
De origen noble, era hijo del filósofo Serguéi Trubetskói. Fue un niño prodigio, que se decantó muy pronto por el estudio de la etnología y las lenguas de Siberia, los Urales y el Cáucaso. Terminó especializándose en gramática comparada y fonología. En Moscú polemizó contra el atomismo conceptual de los neogramáticos y asimiló críticamente las ideas de Saussure, a las que imprimió una concepción teleológica de raíz hegeliana.
Entre 1920 y 1922 enseña en la cátedra de lingüística indoeuropea de la Universidad de Sofía y empieza su correspondencia con su amigo y también lingüista Roman Jakobson. En 1922 es llamado a la cátedra de filología eslava de Viena, donde enseña hasta el fin de sus días. En 1928 Jakobson y Trubetskói ingresan en el Círculo Lingüístico de Praga, creado en 1926. En 1938 es expulsado de su cátedra de Viena por los nazis, apenas unos meses antes de su muerte por angina de pecho.
La publicación, en Sofía en 1920, de su obra Europa y la humanidad, en la cual critica el eurocentrismo, da origen al surgimiento de la doctrina del eurasianismo, la base ideológica de los proyectos de la Unión Euroasiática y Unión Económica Euroasiática promovidos actualmente por Rusia.

## Obras
Su obra principal, incompleta, son los Principios de fonología, publicada póstumamente, en 1939, por el Círculo de Praga, un libro clave para la fonología moderna. La fonología actual (1933), Introducción a las descripciones fonológicas (1935) y La neutralización de las oposiciones fonológicas (1936) son otras de sus obras.